# Rawalsar
Rawalsar is een nagar panchayat (plaats) in het district Mandi van de Indiase staat Himachal Pradesh. 

## Demografie
Volgens de Indiase volkstelling van 2001 wonen er 1.369 mensen in Rawalsar, waarvan 54% mannelijk en 46% vrouwelijk is. De plaats heeft een alfabetiseringsgraad van 76%. 

## Foto galerij

Rawalsar - Rewalsar
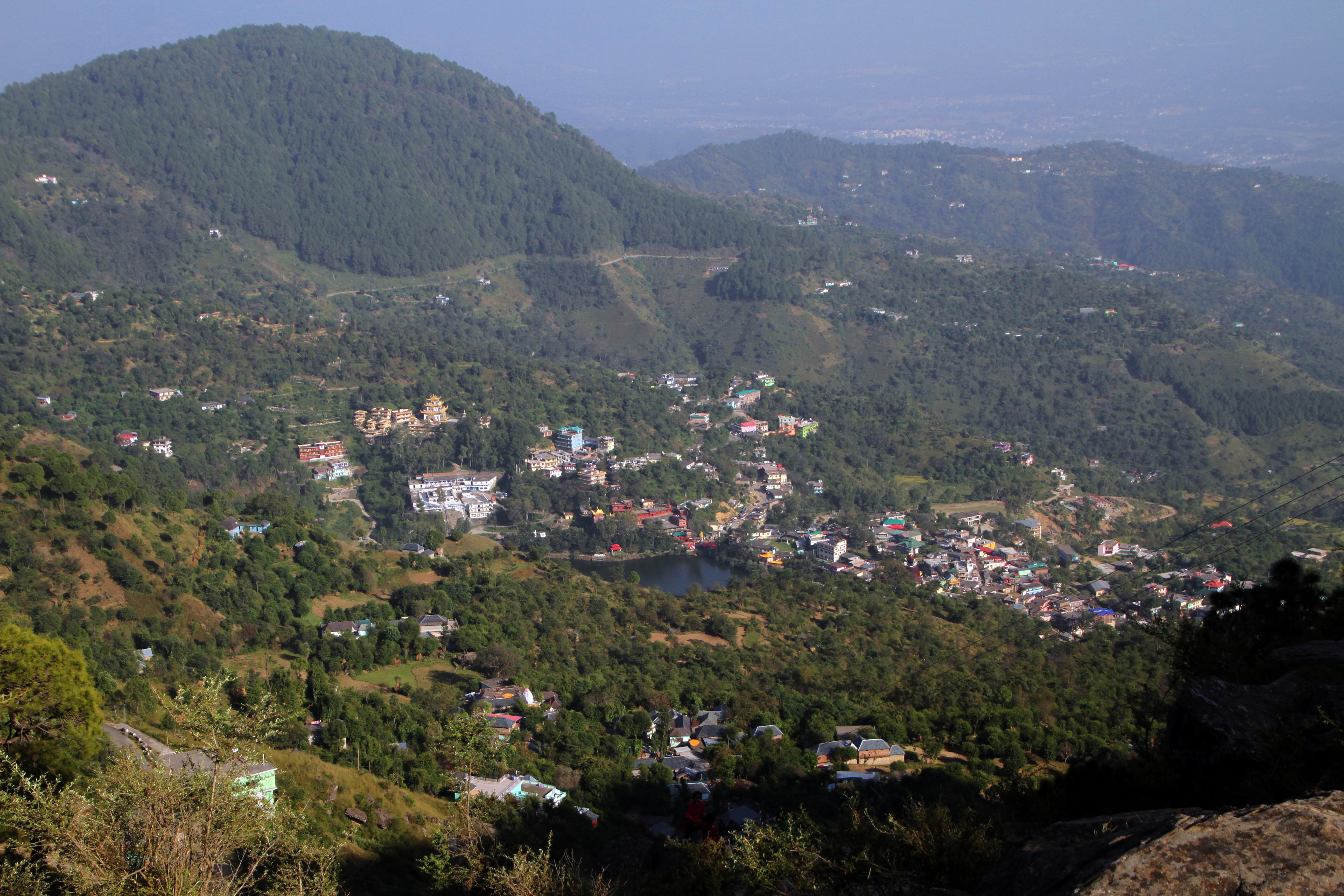
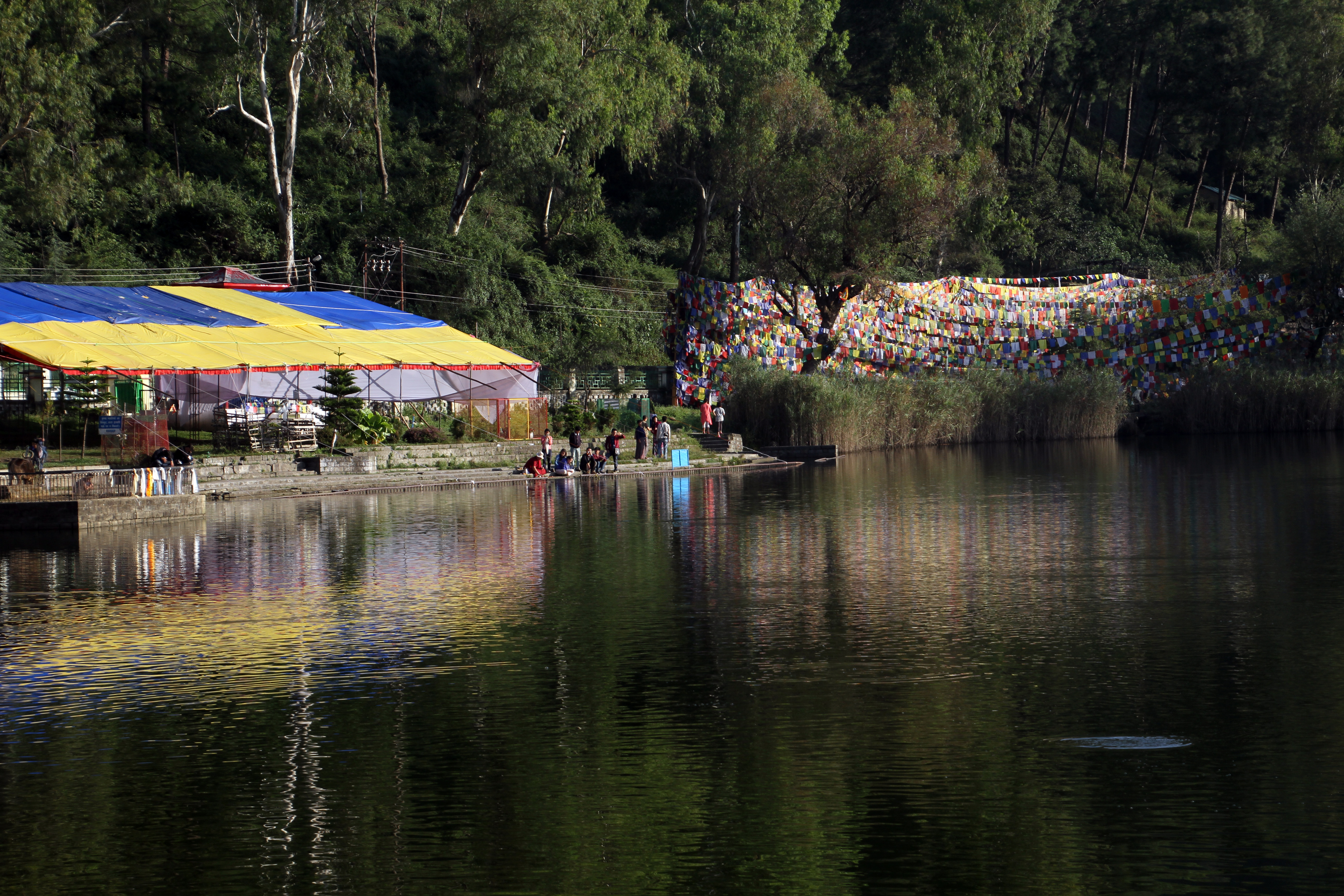
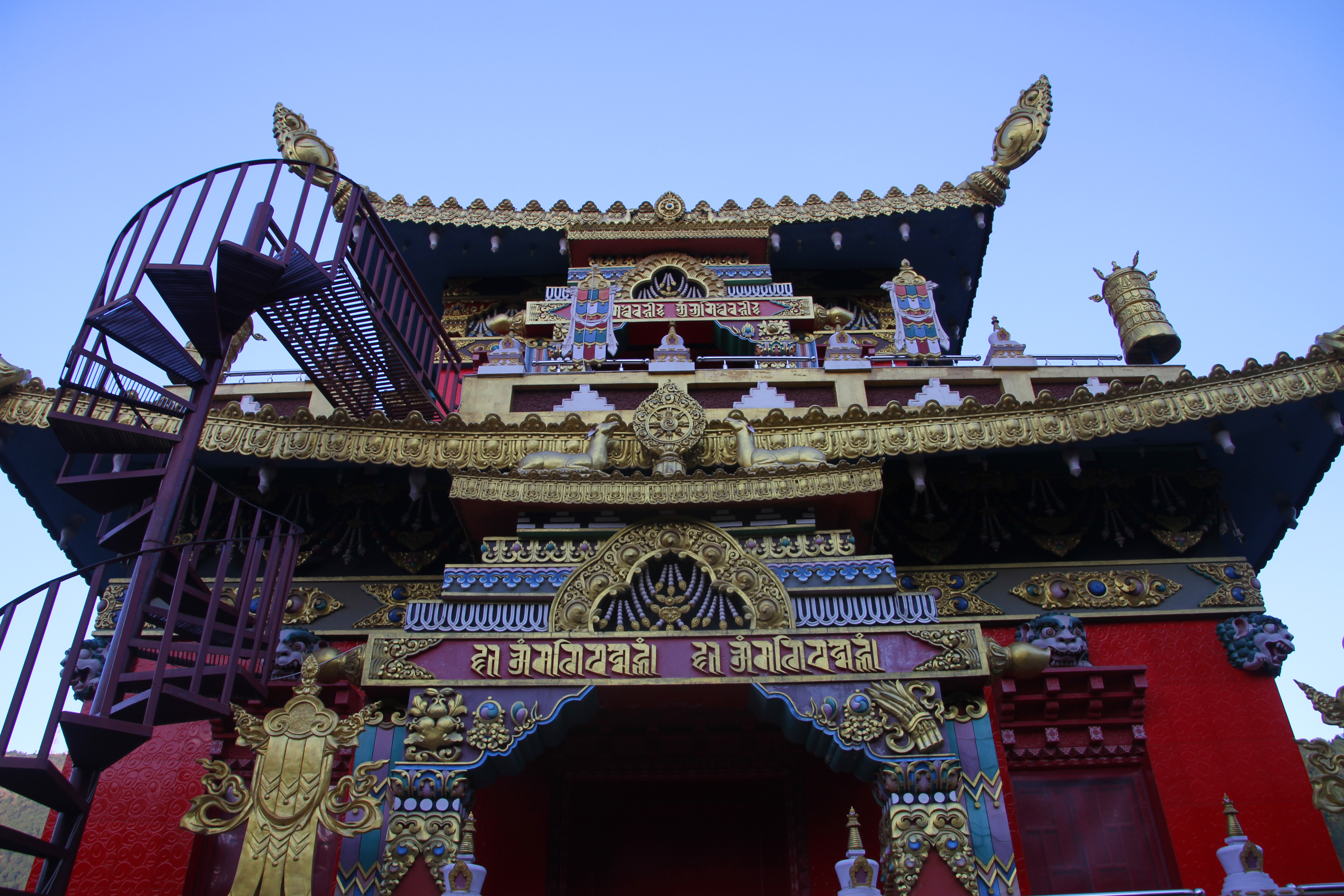
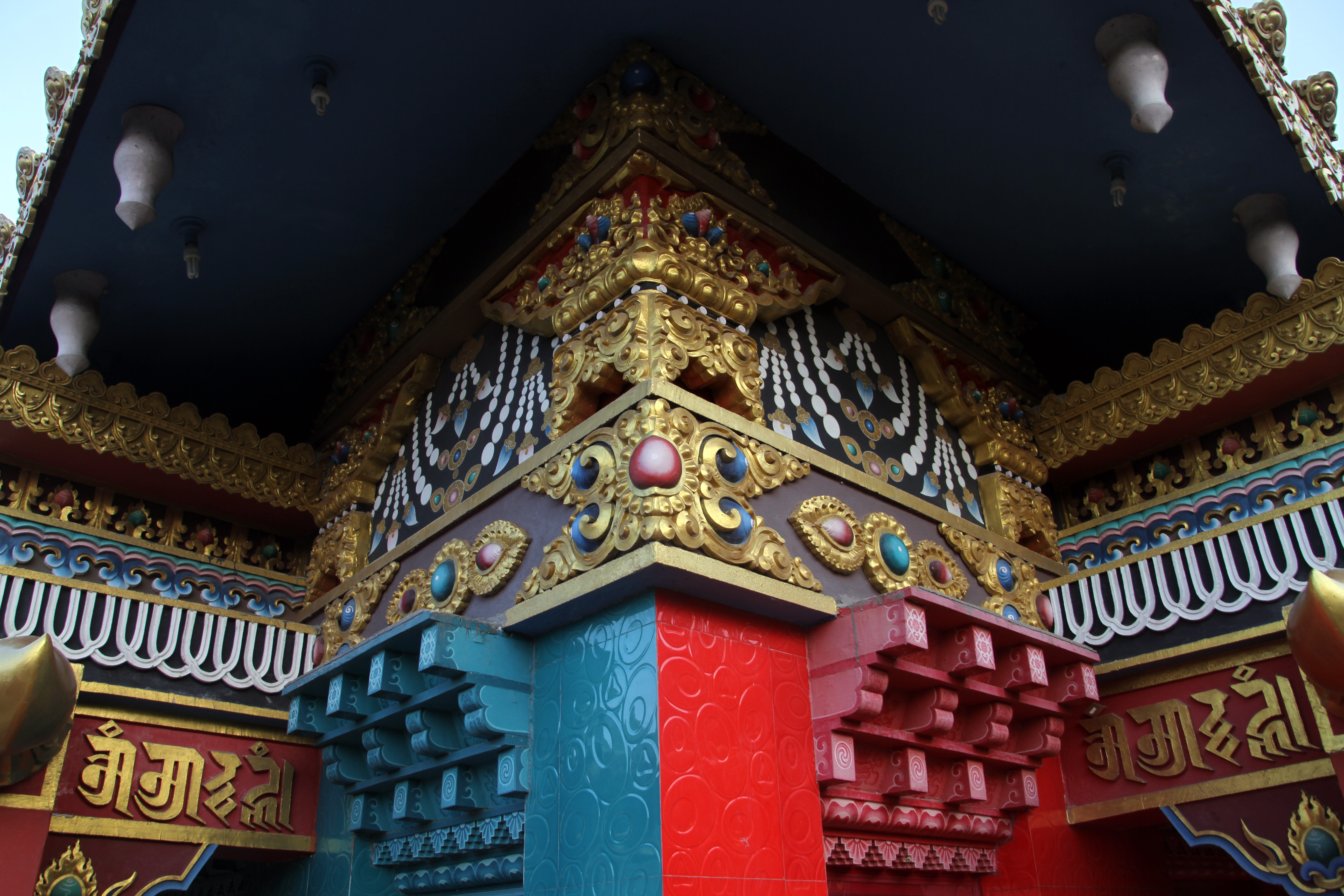
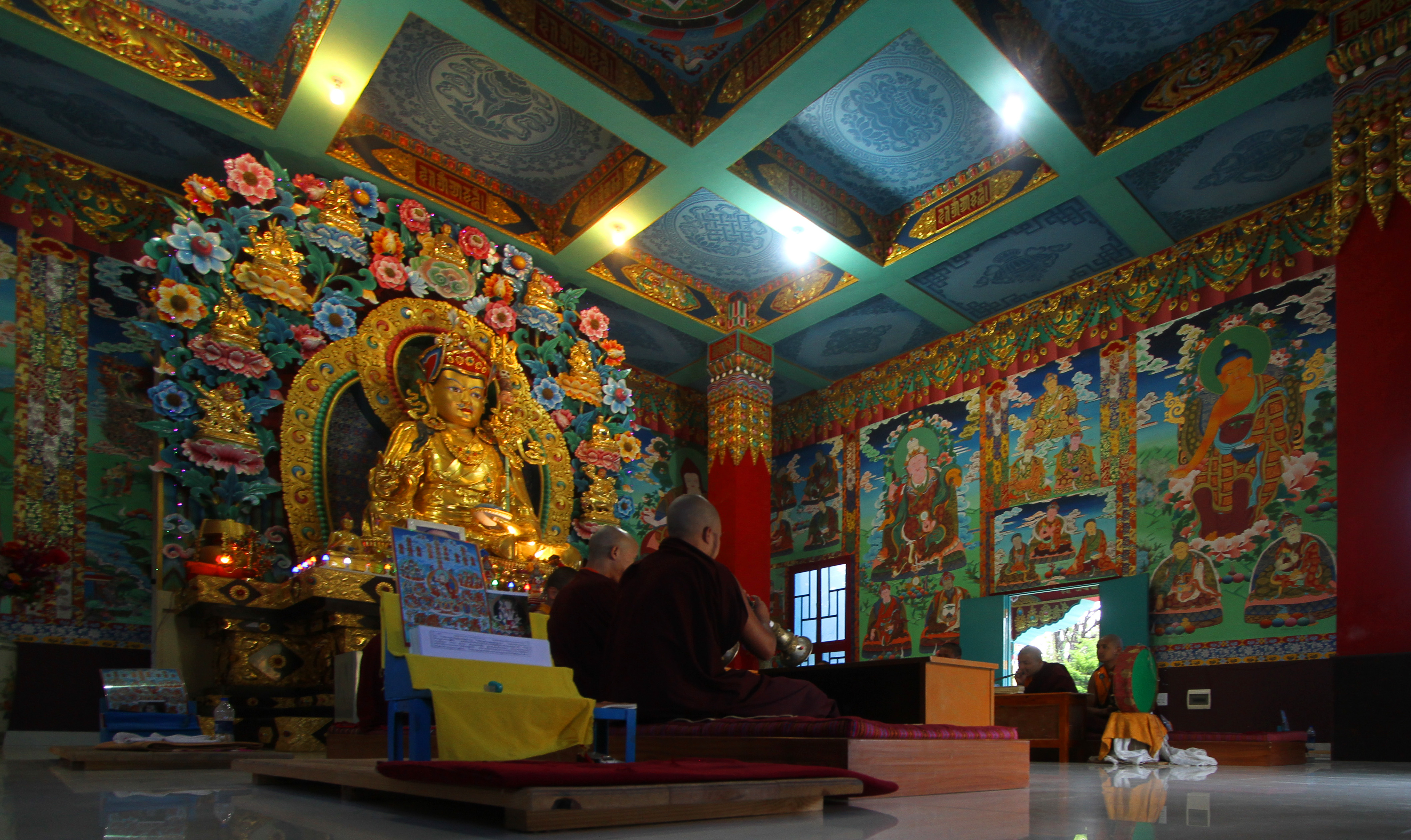
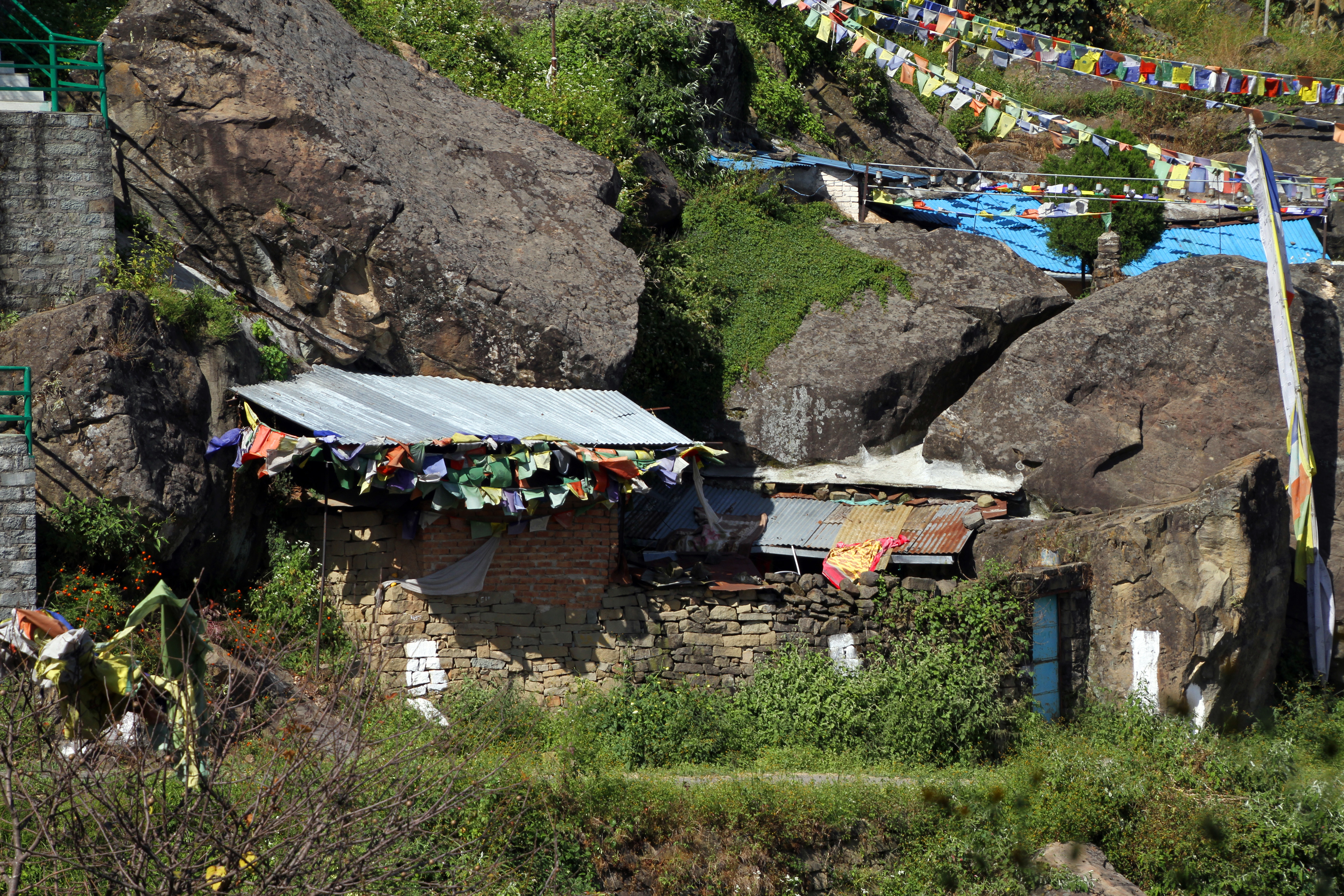
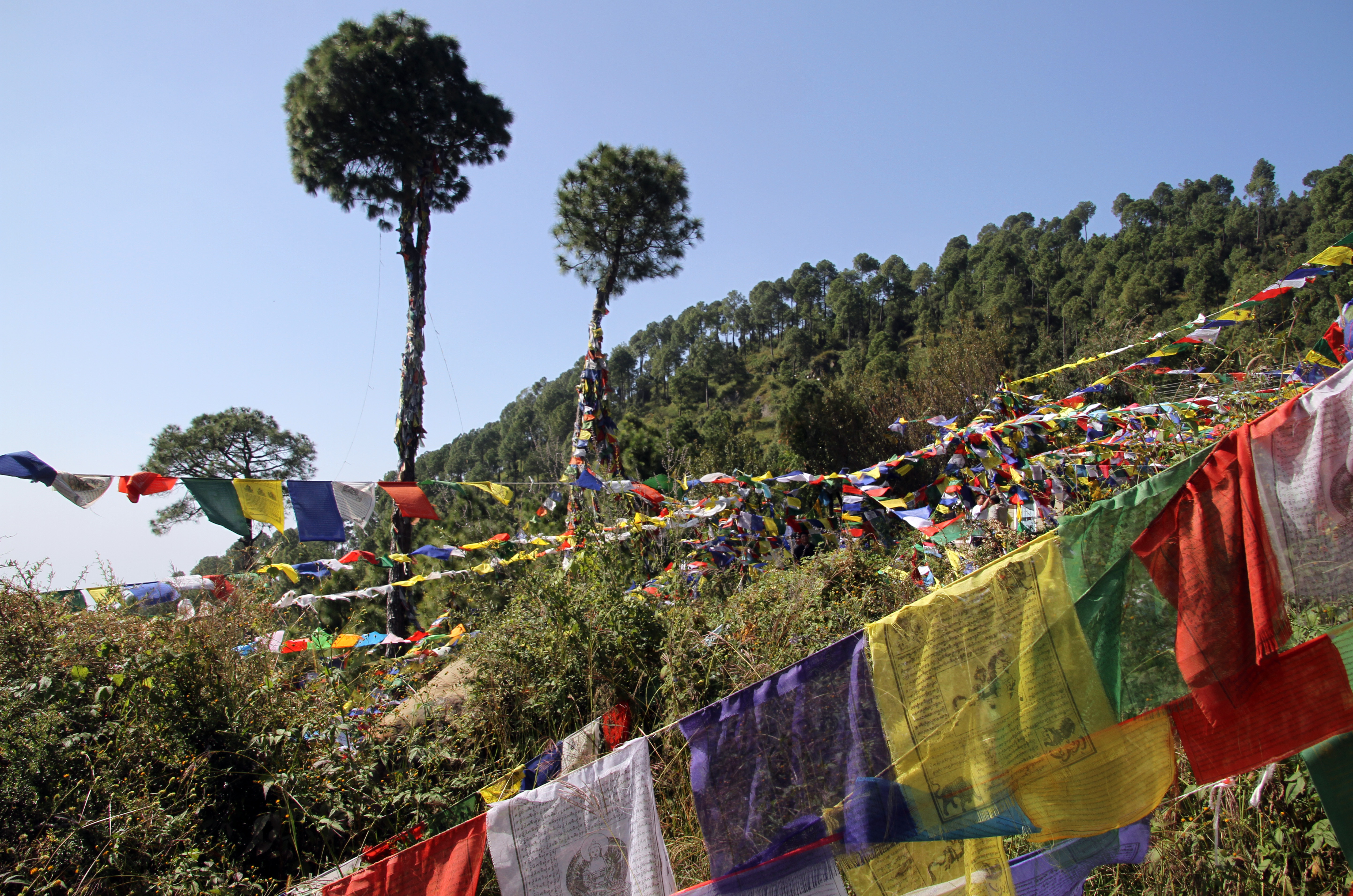
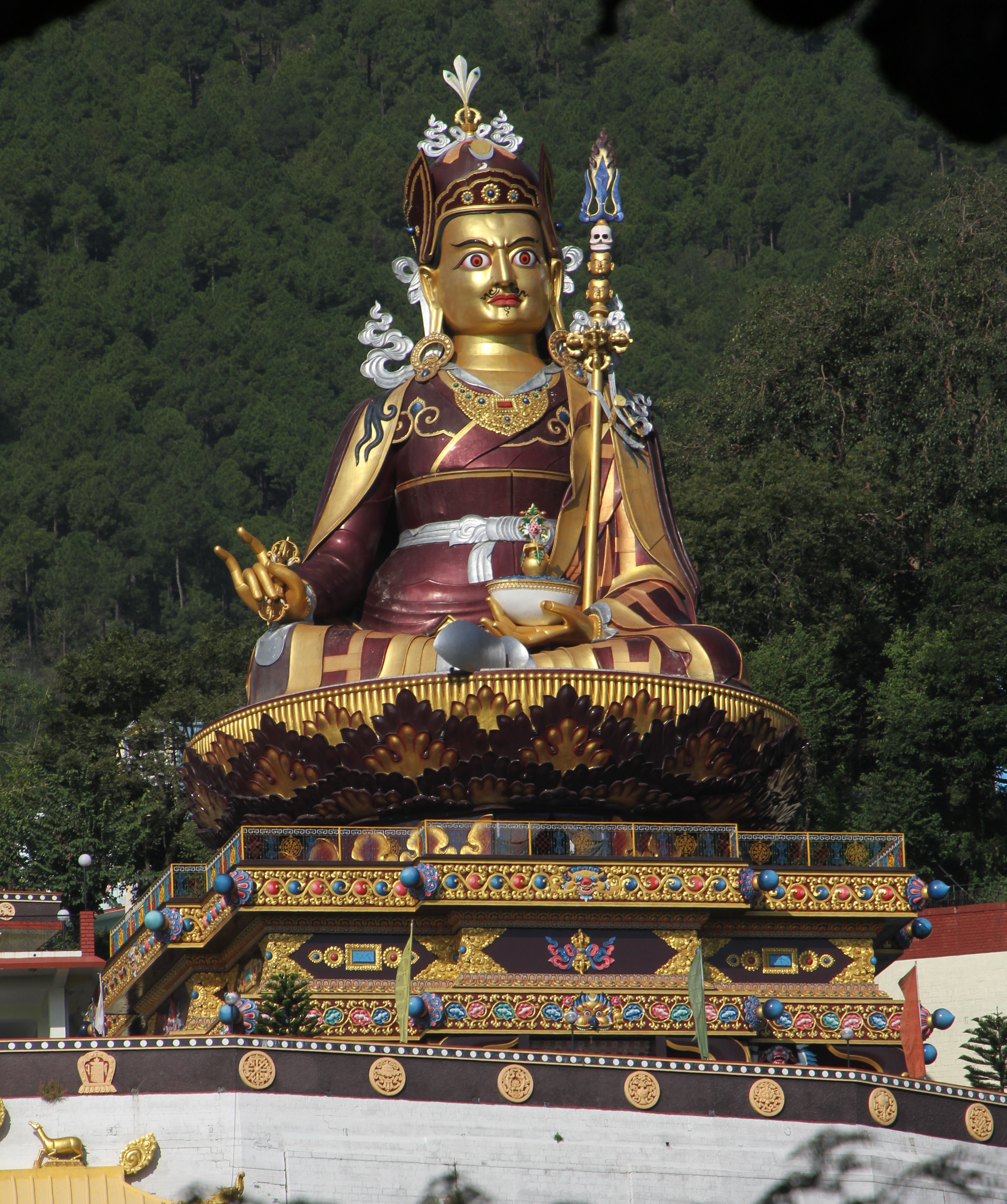
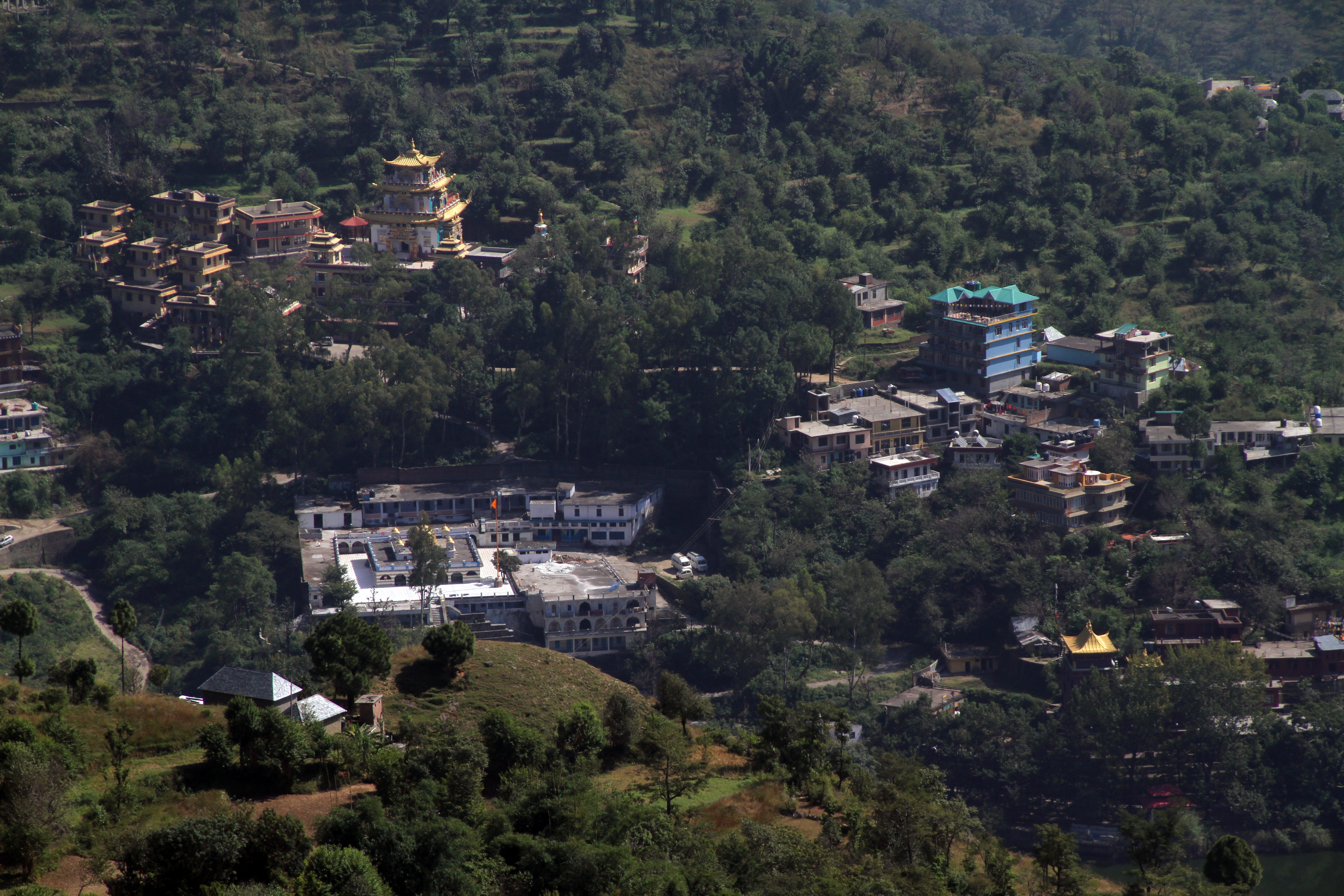